# Witkruinglansspreeuw
De witkruinglansspreeuw (Lamprotornis albicapillus) is een vogelsoort uit de familie Sturnidae.

## Verspreiding en leefgebied
Deze soort komt voor in Djibouti, Ethiopië, Kenia en Somalië en telt twee ondersoorten:
- L. a. albicapillus: van Somalië en Ethiopië tot uiterst noordoostelijk Kenia.
- L. a. horrensis: zuidelijk Ethiopië en noordelijk Kenia.

1. ↑  (en) Witkruinglansspreeuw op de IUCN Red List of Threatened Species.